# Aluisio Machado
Aluisio Machado (Campos dos Goytacazes, 13 de abril de 1939) é um sambista, cantor e compositor de música popular brasileira. Baluarte do Império Serrano e Cidadão Samba, condecoração concedida à sambistas e representantes notórios das escolas de samba do Rio de Janeiro.
Membro da Ala dos Compositores do Império Serrano, já venceu 17 vezes a disputa de samba-enredo e atualmente é o maior vencedor de sambas da história da escola. É autor de clássicos do Império como "Bum Bum Paticumbum Prugurundum", "Eu quero", "Verás que um filho teu não foge à luta" e "O Império do Divino".
Aluízio foi mestre-sala na Imperatriz Leopoldinense, no carnaval de 1963, na época, a agremiação pertencia ao Grupo II do carnaval carioca.

## Discografia
- Apesar dos pesares
- Meninos do Rio

## Composições
Abaixo, os sambas de enredo compostos por Aluisio Machado.
| Legenda: N Campeã do carnaval |

| Ano  | Divisão    | Escola de samba | Samba-enredo                                                             |
| ---- | ---------- | --------------- | ------------------------------------------------------------------------ |
| 1982 | Grupo 1    | Império Serrano | "Bumbum Praticumbum Prugurundum"                                         |
| 1983 | Grupo 1    | Império Serrano | "Mãe Baiana Mãe"                                                         |
| 1986 | Grupo 1    | Império Serrano | "Eu Quero"                                                               |
| 1987 | Grupo 1    | Império Serrano | "Com Boca no Mundo - Quem não se Comunica, se Trumbica"                  |
| 1989 | Grupo 1    | Império Serrano | "Jorge Amado - Axé Brasil"                                               |
| 1993 | Grupo A    | Império Serrano | "Império Serrano, Um Ato de Amor"                                        |
| 1996 | Especial   | Império Serrano | "Verás que um Filho Teu não Foge à Luta"                                 |
| 2002 | Especial   | Império Serrano | "Aclamação e Coroação do Imperador da Pedra do Reino Ariano Suassuna"    |
| 2003 | Especial   | Império Serrano | "E Onde Houver Trevas... Que se Faça a Luz!"                             |
| 2006 | Especial   | Império Serrano | "O Império do Divino"                                                    |
| 2007 | Especial   | Império Serrano | "Ser Diferente é Normal - O Império Serrano Faz a Diferença no Carnaval" |
| 2011 | Grupo A    | Império Serrano | "A Bênção, Vinícius"                                                     |
| 2016 | Série A    | Império Serrano | "Silas Canta Serrinha"                                                   |
| 2020 | Série A    | Império Serrano | "Lugar de Mulher É Onde Ela Quiser!"                                     |
| 2023 | Especial   | Império Serrano | "Lugares de Arlindo"                                                     |
| 2024 | Série Ouro | Império Serrano | "Ilú-Ọba Ọ̀yọ́: A Gira dos Ancestrais"                                     |
| 2025 | Série Ouro | Império Serrano | "O Que Espanta Miséria É Festa"                                          |

## Premiações
- Estandarte de Ouro (O Globo)

1. 1982 - Melhor samba-enredo (Império Serrano - "Bumbum Paticumbum Prugurundum") [7]
2. 1983 - Melhor samba-enredo (Império Serrano - "Mãe Baiana Mãe") [8]
3. 1986 - Melhor samba-enredo (Império Serrano - "Eu Quero") [9]
4. 1993 - Melhor samba-enredo ("Império Serrano, Um Ato de Amor") [10]
5. 2006 - Melhor samba-enredo (Império Serrano - "O Império do Divino") [11]
6. 2011 - Melhor samba-enredo (Império Serrano - "A Benção, Vinícius") [12]

- Estandarte do Povo (Jornal do Brasil)

1. 1982 - Melhor samba-enredo (Império Serrano - "Bumbum Paticumbum Prugurundum") [13][14]
2. 1983 - Melhor samba-enredo (Império Serrano - "Mãe Baiana Mãe") [15][16]

- Estrela do Carnaval

1. 2011 - Melhor samba-enredo (Império Serrano - "A Benção, Vinícius") [17]

- Gato de Prata

1. 2011 - Melhor samba-enredo (Império Serrano - "A Benção, Vinícius") [18]
2. 2014 - Prêmio Especial [19]
3. 2024 - Personalidade do Ano[20]

- Plumas & Paetês Cultural

1. 2019 - Personalidade do Samba [21]

- Prêmio SRzd Carnaval (Site SRzd)

1. 2024 - Melhor samba-enredo (Império Serrano - ("Ilú-Ọba Ọ̀yọ́: A Gira dos Ancestrais") [22]

- S@mba-Net

1. 2011 - Melhor samba-enredo (Império Serrano - "A Benção, Vinícius") [23][24]
2. 2025 - Melhor samba-enredo (Império Serrano - "O Que Espanta Miséria É Festa")

- Tamborim de Ouro

1. 2006 - O Samba do Ano (Império Serrano - "O Império do Divino") [25]

- Troféu Apoteose

1. 2006 - Melhor samba-enredo (Império Serrano - "O Império do Divino") [26]

- Troféu Jorge Lafond

1. 2011 - Melhor samba-enredo (Império Serrano - "A Benção, Vinícius") [27][28]

- Troféu Manchete - Papa-Tudo

1. 1996 - Melhor samba-enredo (Império Serrano - "Verás que Um Filho Teu não Foge à Luta") [29]

- Troféu Sambario

1. 2011 - Melhor samba-enredo (Império Serrano - "A Benção, Vinícius") [30]

- Troféu Band Folia

1. 2025 - Melhor samba-enredo (Império Serrano - "O Que Espanta Miséria É Festa") [31]

- Troféu Sambario

1. 2025 - Melhor samba-enredo (Império Serrano - "O Que Espanta Miséria É Festa") [32]

- Troféu Tupi

1. 2025 - Melhor samba-enredo (Império Serrano - "O Que Espanta Miséria É Festa") [33]